# Blanca Guerra
Blanca Guerra Islas (Ciudad de México, 10 de enero de 1953) es una actriz
mexicana.

## Biografía
Inicialmente fue estudiante de odontología, pero abandona sus estudios para estudiar en el Centro Universitario de Teatro de la UNAM, lo cual le permite debutar como actriz teatral en las obras Sueño de una noche de verano y El juego de los insectos.
Posteriormente incursiona en cine actuando en la película La loca de los milagros, que marca su debut artístico y el inicio de su amplia carrera cinematográfica. Tiene en su haber más de sesenta películas, destacándose entre otras, filmes como Estas ruinas que ves, cinta basada en una novela de Jorge Ibargüengoitia, dirigida por Julián Pastor, que data del año de 1979, donde actúa al lado de Fernando Luján, Pedro Armendáriz Jr., Guillermo Orea etc. y narra la historia de un profesor de literatura que se encuentra con una antigua alumna, comprometida ya con otro hombre. La película termina con un breve pero sensacional desnudo de esta bella actriz; Mojado power, cinta de corte chicano, actuada y dirigida por Alfonso Arau, donde participa Socorro Bonilla, que narra la historia de un inmigrante de origen mexicano que decide hacer en Los Ángeles, California, una organización pro-defensa de los derechos de los inmigrantes mexicanos en los Estados Unidos; El imperio de la fortuna dirigida por Arturo Ripstein, basada en la tercera obra del novelista mexicano Juan Rulfo, donde actúa al lado de Ernesto Gómez Cruz y Alejandro Parodi y en la que recibe su primer Premio Ariel, filme donde interpreta a "doña Bernarda", "La Caponera" y en la que se narra la historia de un humilde pregonero Dionisio Pinzón, (Ernesto Gómez Cruz), que recibe como regalo un gallo de pelea moribundo y eso lo introduce en el surrealista mundo de las peleas de gallos y los palenques.
En 2008 estelariza Alma de hierro en donde compartió créditos con Alejandro Camacho y Rafael Inclán, entre otros. Ha trabajado con importantes directores y productores como Ismael Rodríguez, Felipe Cazals, Alfredo Gurrola, Ernesto Alonso, Miguel Littín, Gilberto Gazcón y Alejandro Jodorowsky, entre otros.
En 2012, estelariza la telenovela Abismo de pasión de la productora Angelli Nesma Medina donde interpreta un papel estelar y a la vez antagónico. Comparte créditos con Alejandro Camacho, Sabine Moussier y César Évora.
Desde 2013 hasta 2015 fue nombrada Presidenta de la Academia Mexicana de Artes y Ciencias Cinematográficas (AMACC). En 2016 regresa a los melodramas caseros con Tres veces Ana de la productora Angelli Nesma Medina donde interpreta a la madre sobreprotectora del personaje de Angelique Boyer, Ana Lucía.

## Filmografía

### Cine
- Caras vemos (2024) - Viviana
- Bendita suegra (2023) - Blanca
- El último vagón (2023) - Ethereal Mage "Ethel"
- ¿Como matar a mamá? (2023) - Rosalinda
- El sueño de ayer (2022) - Cristina
- Un sentimiento honesto en el calabozo del olvido (2019) - Senadora Castejon
- La mano negra (2018) - Teodora
- La revolución de Juan Escopeta (2011) - La soldadera (voz)
- Venganza en el valle de las muñecas (2009)
- Cosas insignificantes (2009) - Mara
- Bajo la sal (2008) - Guadalupe Calva
- Kada kien su karma (2008) - Eva
- Morirse está en hebreo (2007) - Julia Palafox
- La zona (2007) - Lucía
- Niñas mal (2007) - Macarena "Maca" Ribera
- Mientras me muero (2003)
- Su alteza serenísima (2000) - Rosa Otilia Reynaud
- Reclusorio III (1999)
- En un claroscuro de la luna (1999) - Maruca
- Un embrujo (1998) - Felipa
- Violeta (1997)
- Sabor latino (1996) - Norma
- Salón México (1996) - Almendrita
- IMAX El misterio de los mayas (1995)
- La reina de la noche (1994) - La Jaira
- Peligro inminente (1994) - Escobedo’s Wife
- En medio de la nada (1994) - Susana
- Kino: la leyenda del padre negro (1993) - Cortesana 1
- Principio y fin (1993) - Julia
- Secuestro a mano armada (1992) - Mónica
- Mantis religiosa (1992)
- Sonata de luna (1992) - Julia
- Ladrón de sabado (1992) - Ana María Guzmán
- Con el amor no se juega (1991)
- Danzón (1991) - Colorada
- Ciudad de ciegos (1991) - Inés
- Morir en el golfo (1990) - Leonora
- Sandino (1990) - Rossana
- Cabalgando con la muerte (1989) - Josefina
- Santa sangre (1989) - Concha
- Cacería implacable (1988) - Isabel
- Días difíciles (1987) - Luisa Castelar
- Walker, una historia verdadera (1987) - Yrena
- Zapata en Chinameca (1987) - Ernestína Martínez
- La pandilla infernal (1987) - Yolanda
- Persecución en las Vegas, volveré (1987) - Olga
- Conexión criminal (1987)
- El juego de la muerte (1986)
- El imperio de la fortuna (1986) - La caponera
- ¿Cómo ves? (1986) - Fish Vendor
- Vacaciones separadas (1986) - Alicia, la chica trabajadora
- El Cafre (1986)
- Orinoco (1986) - Fifí
- El beso de las brujas (1985)
- La revancha (1985)
- Sin vergüenza pero honrado (1985) - Carmen
- La Segua (1984) - Petronila Quesada
- El billetero (1984)
- Nocaut (1984) - Lilia Montero
- Mamá, soy Paquito (1984) - Susana Gómez
- Motel (1984) - Martha Camargo
- Sin vergüenza (1984) - Carmen Fernández
- El vengador del 30-06 (1983)
- Chile Picante (1983) - segmento: "Los compadres"
- La fuga de Carrasco (1983)
- Una pura y dos con sal (1983)
- Dos de abajo (1983) - Sara
- Eréndira (1983) - Ulysses’mother
- Burdel (1982) - Malena
- El caballito volador (1982)
- Oro blanco, droga maldita (1982) - Amalia
- El tesoro de la muerte sagrada (1982) - B.G.Álvarez
- Aquel famoso Remington (1982)
- Valentín Lazaña (1982)
- Viva México y sus corridos (1982)
- Juan Charrasqueado y Gabino Barrera, su verdadera historia (1982)
- Campanas rojas (1982)
- El mojado remojado (1981) - Xochitl
- Las siete cucas (1981)
- La cripta (1981) - Mercedes
- Como México no hay dos (1981) - Lupe
- Perro Callejero 2 (1981)  - La Chiquis
- Te solté la rienda (1980) - Lorena Salamanca
- Mírame con ojos pornográficos (1980) - Sra. Gayosso
- El Coyote y la Bronca (1980) - María Trinidad "La Bronca"
- Perro callejero (1980) - La Chiquis
- Estas ruinas que ves (1979) - Gloria Revirado
- Mojado power (1979) - Xochitl
- Adiós, David (1979)
- En la trampa (1979) - Isabel Salas
- El servicio (1978)
- El complot mongol (1978) - Martita
- Pedro Páramo:el hombre de la media luna (1978) - Dolores Preciado
- La loca de los milagros (1975)

### Telenovelas
- Amanecer (2025) - Covadonga de los Reyes[6]
- Marea de pasiones (2024) -  María Inés[7]
- Tres veces Ana (2016) - Soledad Hernández
- Abismo de pasión (2012) - Alfonsina Mondragón Vda. de Arango
- Para volver a amar (2010-2011) - Maestra de ceremonias
- Alma de hierro (2008-2009) - Elena Jiménez de la Corcuera de Hierro
- Amarte es mi pecado (2004) - Leonora Madrigal de Horta de Guzman
- Velo de novia (2003-2004) - Ricarda Sánchez del Álamo
- La casa en la playa (2000) - Marina Villarreal
- La mentira (1998) - Miranda Montesinos
- Si Dios me quita la vida (1995) - Virginia Hernández
- Valentina (1993-1994) - Débora Andrade
- Al filo de la muerte (1991-1992) - Alina Estrada
- Nuevo amanecer (1988-1989) - Norma
- Juana Iris (1985) - Cristina Santacilia
- Lo que el cielo no perdona (1982) - Isabel
- Corazones sin rumbo (1980) - Magda
- Yara (1979) - Regina
- Añoranza (1979)
- Una mujer (1978) - Mabel

### Series
- Con esa misma mirada (2025)[8]
- Horario estelar (2023) - Delia Valle[9]
- La rebelión (2022)[10]
- Los pecados de Bárbara (2019-2020) - Matilde[11]
- Un extraño enemigo (2018) - Carmen
- Cien años de Juan Rulfo (2017-2018)
- Mujer, casos de la vida real (1997-1999)
- La hora marcada (1986)

### Teatro
- Sueño de una noche de verano (1979)[12]
- El Rey Lear (1981)
- Prendida de las lámparas (2010)
- Agosto (2010)[13]
- ¿Quién le teme a Virginia Woolf? (2014)[14]
- La gaviota (2015)[15]
- El jardín de los cerezos (2017)
- El Zoológico de Cristal (2018)[16]
- A puerta cerrada (2019)
- Más allá de los hombres (2023)

## Premios y nominaciones

### Premios Ariel
| Año  | Categoría                  | Título                   | Resultado |
| ---- | -------------------------- | ------------------------ | --------- |
| 1999 | Mejor actriz               | Un embrujo               | Ganadora  |
| 1996 | Mejor coactuación femenina | Salón México             | Nominada  |
| 1995 | Mejor actriz               | En medio de la nada      | Nominada  |
| 1994 | Mejor actriz de cuadro     | Principio y fin          | Ganadora  |
| 1988 | Mejor actriz               | Días difíciles           | Ganadora  |
| 1987 | Mejor actriz               | El imperio de la fortuna | Ganadora  |
| 1984 | Mejor actriz               | Motel                    | Nominada  |
| 1980 | Mejor actriz               | Perro callejero          | Ganadora  |
| 1979 | Mejor coactuación femenina | Pedro Páramo             | Nominada  |

### Premios TVyNovelas
| Año  | Categoría                | Título           | Resultado |
| ---- | ------------------------ | ---------------- | --------- |
| 2017 | Mejor primera actriz     | Tres veces Ana   | Nominada  |
| 2013 | Mejor primera actriz     | Abismo de pasión | Ganadora  |
| 2009 | Mejor actriz protagónica | Alma de hierro   | Ganadora  |

### Premios People en Español
| Año  | Categoría               | Título           | Resultado |
| ---- | ----------------------- | ---------------- | --------- |
| 2012 | Mejor actriz secundaria | Abismo de pasión | Nominada  |
| 2009 | Mejor actriz            | Alma de hierro   | Nominada  |

### Premios ACE
| Año  | Categoría    | Título            | Resultado |
| ---- | ------------ | ----------------- | --------- |
| 1993 | Mejor actriz | Ciudad de ciegos  | Ganadora  |
| 1991 | Mejor actriz | Morir en el golfo | Ganadora  |

### Premios Bravo
| Año  | Categoría            | Título         | Resultado |
| ---- | -------------------- | -------------- | --------- |
| 2009 | Mejor primera actriz | Alma de hierro | Ganadora  |

### Premios "El Telón de Oro"
| Año  | Categoría    | Título         | Resultado |
| ---- | ------------ | -------------- | --------- |
| 2009 | Mejor actriz | Alma de hierro | Ganadora  |

### Premios ACPT
| Año  | Categoría    | Título                           | Resultado |
| ---- | ------------ | -------------------------------- | --------- |
| 2014 | Mejor actriz | ¿Quién le teme a Virginia Woolf? | Ganadora  |

### Premios AMCI
| Año  | Categoría                    | Resultado |
| ---- | ---------------------------- | --------- |
| 2014 | Galardón Ignacio López Tarso | Ganadora  |

### Premios Cartelera
| Año  | Categoría    | Título                  | Resultado |
| ---- | ------------ | ----------------------- | --------- |
| 2018 | Mejor Actriz | El Zoológico de Cristal | Ganadora  |